# Kevin Randall
Kevin Stuart Randall (New London, 6 de maio de 1966) é um diplomata e prelado norte-americano da Igreja Católica pertencente ao serviço diplomático da Santa Sé.

## Biografia
Foi ordenado sacerdote em 25 de julho de 1992, sendo incardinado na Diocese de Norwich. É licenciado em direito canônico.
Ingressou no serviço diplomático da Santa Sé em 1 de julho de 2001 e trabalhou nas Nunciaturas Apostólicas em Ruanda, Sérvia, Eslovênia, Peru, África do Sul e México.
Em 16 de junho de 2023, o Papa Francisco o nomeou núncio apostólico no Bangladesh, quando era conselheiro da nunciatura apostólica na Áustria, com a dignidade de arcebispo titular de Glenndálocha. Recebeu a ordenação episcopal em 4 de novembro do mesmo ano, na Catedral de São Patrício em Norwich, do cardeal Christophe Pierre, núncio apostólico nos Estados Unidos, coadjuvado por Timothy Broglio, arcebispo do Ordinariado Militar dos Estados Unidos e presidente da Conferência dos Bispos Católicos dos Estados Unidos, e por Lawrence Eugene Brandt, bispo emérito de Greensburg.
É fluente, além do inglês nativo, em italiano, alemão, espanhol e francês.